# Glaring Through Oblivion
Glaring Through Oblivion är en poesibok skriven av System of a Downs sångare Serj Tankian. Den lanserades först den 22 mars 2011 via HarperCollins Publishers. Som illustratör står Roger Kupelian och omslaget är, precis som på Tankians föregående poesibok Cool Gardens, gjort av Sako Shahinian. Boken börjar med en prosa över hur Tankian kände sig efter 11 september-attackerna och hur han var rädd för att säga vad han tyckte och tänkte om den amerikanska regeringen eftersom han kände sig hotad; System of a Down hade nämligen bara en vecka innan attackerna släppt sitt genombrottsalbum Toxicity i USA. Prosan slutar med att Tankian lovar att aldrig låta sig själv censureras igen och efterföljs av femtio dikter, dock är några av dem enbart en mening långa i form av en låttextsrad.

## Dikter
| - A prose A few days after September 11th - Deaf Nation - Down with the System - The Hand - Civilization - Countless Manipulations - We intend to rest through motion, speak through silence, and fight through peace. - The Fool - Antwerp Melting - Remote Viewing - World of Words - Blindness serves not God, but man. - #82 - Vermillion - Home is a place you can't walk away from, in the end. - You speak to millions but talk to no one. - Lovely in love, ugly in death, better than sex in Turkish prisons, safer than cement condoms. - The messenger speaks through chaos - Los Angeles - Dates, Rates, Plates, Fates, Mates, and Kates - I'm being chased by children playing miniature toy accordions made in China. - The Void - Life Savers - She sells sea shells, buy the real whore! - The blind man cannot see all the marchers on the opposite side. - Salivation | - I adore the whore who calls herself reality. - Claustrophobia - Uncertainty - Condemned - The Teacher - The Nerves of Them - Spare Me the Night - Poisoning Poseidon - Fancy fucking you here! - Nothing - Diatribe Trivialities - Picture Frame - Undying Form - Bottled Water - Soon - The Silk Weaver - Life is a potato pancake being eaten by fireflies in the middle of Ohio. - Time - Heretics - The Incandescent Pause - Awareness - Forgot to Remember - Praying for Peace - Encore, you whore, get us more of that unfailing drink we called for. - Borders |